# Брати блюзу
Брати Блюзу (Braty Bluzu) — український рок-джазовий гурт, з елементами блюзу із західноукраїнським фольклорним колоритом. Заснований у 1992 році. Переможець (Ґран-прі) фестивалю «Червона рута» в Донецьку (1993).

## Історія заснування

Брати Блюзу на початку творчого шляху (1992)(зліва направо): засновник і незмінний керівник гурту Мирослав Левицький, біля нього вгорі Олег Левицький — саксофон, на дальньому плані Андрій Вінцерський — барабани, на передньому плані: Андрій Мельник — бас, за ним (справа) Сергій Тафтай — гітара.

Створений 1992 року братами з Калуша Івано-Франківської області — Мирославом і Олегом Левицькими.
Мирослав Левицький — першокласний джазовий піаніст, композитор і аранжувальник. На той час уже мав великий (від 1982 року) досвід творчої участі в численних гуртах України та Росії.
Олег Левицький — висококваліфікований саксофоніст, вокаліст.
До складу гурту ввійшли ще декілька, вільних на той час, музикантів-професіоналів з чималим сценічним досвідом.
Ритм-секцію склали басист Андрій Мельник і барабанщик Андрій Вінцерський (грали перед цим в «Заграві» з Коломиї).
До групи приєднались також Андрій Валага (скрипка, вокал) і Сергій Тафтай (гітара).
Sting, Pink Floyd, українська автентика, шаманська містика, космічна романтика — на схрещенні цих напрямів і проявів якісного музичного авангарду народився інструментальний рок-колектив «Брати Блюзу».

## Склад колективу
Склад колективу у різних виступах (концертах) і у різні періоди не завжди був однаковий.
Початковий склад гурту склали:
- Мирослав Левицький — композитор, клавіші і керівництво;
- Олег Левицький — саксофон, вокал;
- Андрій Мельник — бас-гітара;
- Андрій Вінцерський — ударні музичні інструменти;
- Андрій Валага — скрипка, вокал;
- Сергій Тафтай — гітара.

Після того, як важко захворів Андрій Валага (помер в 2009 році), його місце посів Олександр Джуган.
В останній час[коли?] у діяльності гурту бере участь Захар Валага — син Андрія.
Від якогось часу[відколи?] бас-гітарист Андрій Мельник мешкав у Нью-Йорку (помер 3 квітня 2013 року).
Гітарист Сергій Тафтай — здебільшого в Канаді.
З 2007 року з групою на бас-гітарі грає Віталій Савенко.
В окремих виступах гурту брали участь Роланд Бревко — барабани, Ярослав Лещенко — клавішні, Ігор Китайгородський — гітара, Степан Кузів — гітара, Олесь Мордюк — скрипка.

Мирослав Левицький
Олег Левицький
Андрій Вінцерський
Сергій Тафтай

## Стиль виконання
арт–джаз–рок & етно–фолк & рок-фюжн & світова музика & нова хвиля ф'южн).
- ворлд-мьюзік + нью-ейдж + арт-рок,

Спільний виступ гурту Брати Блюзу та модерн-балету «Акверіас»

- джаз-рок + поп,
- джаз-рок + арт-рок,
- арт-рок+джаз-рок+ворлд-мьюзік,
- нью-ейдж + ворлд-мьюзік,
- джаз-рок + нью-блюз.

## Творче зростання та популярність
Влітку 1992-го року «Брати Блюзу» виступили на фестивалі «Зірки Прикарпаття» в Івано-Франківську і отримали «Гран-Прі».
Наприкінці року вони вже записуються на київській студії «Комора», композиція «Автентичне життя» стає візиткою колективу і потрапляє в активну радіо-ротацію.
Врожай нагород і титулів Брати Блюзу збирають на третій «Червоній руті» 29 травня-6 червня в Донецьку (1993), восени записують дебютний альбом.
Альбом під назвою «Неділя. 19.25» з'являється лише у 1995-му році.
Хлопці увійшли в історію, як перша група зі Східної Європи, котра виступила на головній сцені фестивалю Сіґет, що в Угорщині. Це трапилося у 1998-му році. Вони виходили на підмостки поруч з такими знаменитостями, як Goldie, Rammstein, Green Day, а також легендарною американською співачкою Патті Сміт (Patti Smith).
За кордоном «Брати блюзу» набагато популярніші, ніж в Україні![джерело?]
Їм надають для виступів найпрестижніші зали у провідних країнах світу.[де?] Там вони добре представлені і в медійному просторі.
Останній альбом (2011) «The City That Never Sleeps», випущений студією Jive Music у Відні (Австрія), отримав дуже багато ротацій на FM–радіо у США, Великій Британії, Франції, Німеччині, Італії, Австрії, Польщі, Японії тощо.
Творчим досягненням гурту є музичний проект «Брати Блюзу — музика без кордонів». Автори проекту — Мирослав Левицький — клавішник і композитор групи Брати Блюзу, гітарист-віртуоз Ренс Ньюленд з Нідерландів та співак і гітарист Лайонел Лодж з Канади.

## Співпраця
В різні періоди «Брати Блюзу» співпрацюють як сесійні музиканти з Ренс Ньюландом, Ані Лорак і Олександром Пономарьовим.
Мала місце співпраця з музикантом Кирилом Стеценком — скрипка.
- Ані Лорак — 1994/1995/1997/2000;
- Асія Ахат — 2011;
- Ренс Ньюланд (Rens Newland)[2] (Нідерланди-Австрія) — 2001—2012;
- Кирило Стеценко — 1998—2012.
- Олександр Пономарьов  -1997

Асія Ахат
Rens Newland
Кирило Стеценко
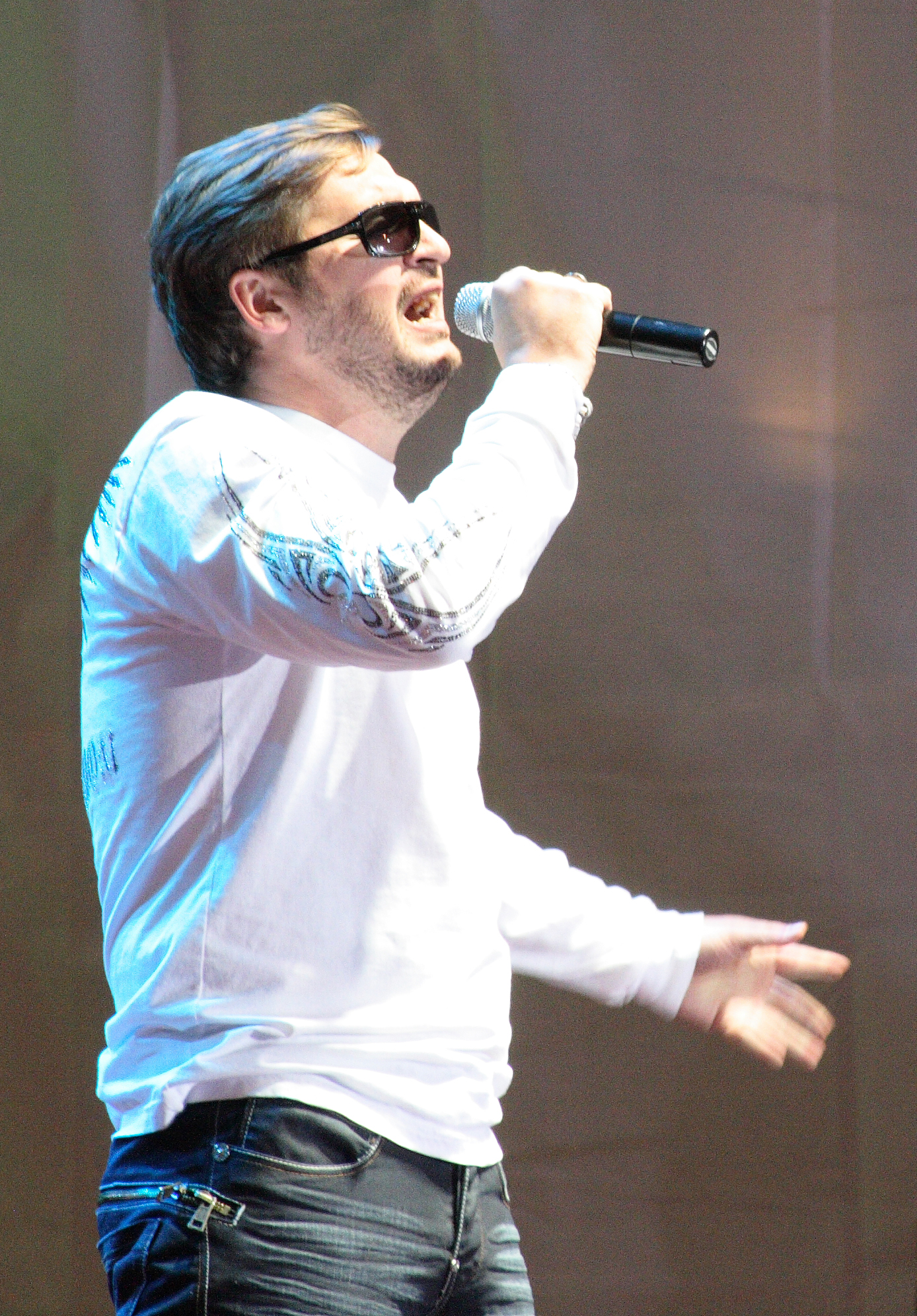
Олександр Пономарьов

## Фестивально-концертна діяльність

### 1992
- конкурс — фестиваль «Зірки Прикарпаття» (Івано-Франківськ);

Музиканти гурту Брати Блюзу (зліва направо) [=Степан Кузів], Андрій Мельник і Олег Левицький на фестивалі «Сігет/SZIGET», Будапешт, Угорщина, 1998)

- фестиваль «Галицький Тік» (Галич);
- фестиваль «Вивих» (Львів);
- телевізійний фестиваль «Несподіваний дощ» (Івано-Франківськ);
- фестиваль «Вітер зі сходу» (Донецьк);

### 1993
- фестиваль «Червона Рута» (Донецьк);
- фестиваль «Слов'янський базар» (Білорусь, Вітебськ);
- фестиваль «Марія» (Трускавець);
- День міста Чернівці;
- День міста Івано-Франківськ;
- фестиваль «Нові Зірки Старого Року»
- фестиваль «Вітер зі Сходу» (Донецьк);
- фестиваль-бенефіс Василя Ілащука (Чернівці);

### 1994
- всеукраїнський тур фестивалю «Червона Рута»;
- фестиваль «Азовське море» у межах міжнародної екологічної акції «Врятуємо Азовське море»(Бердянськ)
- європейський тур: Словаччина (Пряшів), Угорщина (Будапешт),

Олег Левицький, Кирило Стеценко та Мирослав Левицький під час концертного туру Австрією — Грац (2006)

Німеччина (Мюнхен), Франція (Париж-зал ЮНЕСКО), Польща (Ельблонг, Сопот, Варшава);
- фестиваль української культури в Польщі (Сопот);
- фестиваль «Новорічні Зустрічі» (Калуш);

### 1995
- всеукраїнський фестиваль «Пісенний вернісаж» (Київ).

(«Аутентичне життя» — спільна постановка з модерн-балетом Оксани Лань «Акверіас»);
- міжнародний фестиваль «Україна. Весна. Славутич»;
- концерт присвячений візиту Президента США Біла Клінтона в Україну (Київ);
- фестиваль «Грінпіс» (Бердянськ);
- гості фестивалю «Червона Рута» (Севастопіль);
- Дні України в Польщі (Перемишль);

### 1996
- концерт на Першому в Україні музичному ярмарку (Київ)

(в спільній програмі з Снові УайтОМ (екс «Пінк Флойд», Міком Тейлором (екс «Ролінг стоунс»);
- концерти: Мілун (Франція), Мюнхен (Німеччина);

### 1997

Концерт музикантів гурту «Брати Блюзу». На передньому плані керівник гурту, клавішник Мирослав Левицький

- концерт в концертхолі готелю «Хілтон» (Німеччина, Мюнхен);
- гості фестивалю «Червона Рута» (Харків);
- фестиваль «Таврійські Ігри» (Каховка);
- концерт Ані Лорак & Брати блюзу;
- фестиваль «Рок-екзистенція» (Київ);
- конкурс — фестиваль «Зірки Прикарпаття» (Івано-Франківськ);

### 1998
- фестиваль «Pepsi-Sziget» (Угорщина, Будапешт);

(концерт на «Main stage» (Великій Сцені)

### 1999
- гості фестивалю-конкурсу «Різдвяні вечори» (Калуш);

### 2000

- участь у концерті присвяченому приїзду президента США Білла Клінтона в Україну (Київ);
- Дні швейцарсько-української культури. Концерт присвячений відкриттю швейцарського фонду «Pro-Helvetia» в Україні (Київ);

### 2003
- концерт в «Українському домі» (США, Нью-Йорк);

### 2004—2007
- серія концертів «Брати блюзу» — Акустика» (Київ, Івано-Франківськ, Черкаси, Дніпропетровськ);

### 2006
- концертний тур: Брати блюзу & Rens Newland — «Акустика» (Австрія, Грац — „Stockwerkjazz“, Steyr — klub „Unta da Lindn“, Лінц — „Smarag“, Відень — klub „Porgy & Bess“, Клагенфурт — „Innenhokultur“).

### 2001—2002
- концерти в Києві (Україна): Музичний проект „Брати Блюзу — музика без кордонів“[3]

### 2009
- концерт для компанії GFK[4] — Київ (Україна)

### 2011

- участь у концертній програмі відомого музиканта Еріка Серра (Франція), спільний концерт з Ассією Аххатт на фестивалі Do#Dj-fest» — (Донецьк-Київ)[5]

Прийом в посольстві США артистів учасників концерту з нагоди візиту президента США Білла Клінтона. На передньому плані: зліва направо
Олег Левицький, Таїсія Повалій, Ані Лорак, Андрій Вінцерський. На задньому плані: (зліва на право) Андрій Мельник, Мирослав Левицький, Стівен Пайфер (посол США в Україні)

## Промоція музичних творів у виконанні гурту Брати Блюзу на зарубіжних радіостанціях

Гурт Брати Блюзу — вже відомий в Україні і за кордоном — під час концерту (зліва направо): Захар Валага, Сергій Тафтай, Андрій Вінцерський, Олег Левицький, Віталій Савенко та Мирослав Левицький

Концерт групи «Брати Блюзу» на Великій Сцені фестивалю «Пепсі-Зігет» в Будапешті (Угорщина, 1998)

Представлено тільки доступні дані за період «жовтень 2011 - березень 2012», які, проте, дозволяють зробити висновки про популярність музики гурту Брати Блюзу за кордоном.
- Сполучені штати Америки:

1. The Coast Radio
2. The Coast [Архівовано 19 січня 2012 у Wayback Machine.]
3. The Coast Radio Station
4. The Coast Radio Online
5. East Coast West Coast Jazz
6. The Coast Radio Las Vegas
7. The Coast Jazz Radio
8. Smooth Groove Radio «The Vibe» [Архівовано 19 лютого 2012 у Wayback Machine.]
9. MyJazzPlanet.com [Архівовано 16 липня 2011 у Wayback Machine.]
10. Lucky Soul Radio [Архівовано 29 червня 2012 у Wayback Machine.]
11. 1067 The Bridge.com [Архівовано 10 травня 2012 у Wayback Machine.]
12. Wav Jazz .Net
13. Smooth Music Radio
14. Jazz Tampa Bay[недоступне посилання з червня 2019]
15. SoulCityRadio.com [Архівовано 10 травня 2012 у Wayback Machine.]
16. The Jazz Cut HD [Архівовано 4 вересня 2011 у Wayback Machine.]
17. GHP Radio
18. WavJazz.Net
19. Smooth Jazz and More [Архівовано 11 травня 2012 у Wayback Machine.]
20. NewporterJazz
21. Xradio
22. Caliedascope Radio Network [Архівовано 18 квітня 2012 у Wayback Machine.]
23. Rhythm and Jazz Radio [Архівовано 21 травня 2012 у Wayback Machine.]
24. Cres ONel WSGN [Архівовано 25 липня 2013 у Wayback Machine.]
25. Cres ONel WSGN [Архівовано 27 грудня 2012 у Wayback Machine.]

- Велика Британія:

1. Starpoint Radio.com
2. Central Classic and Dance
3. [Архівовано 17 березня 2011 у Wayback Machine.]

- Італія:

1. Smooth Jazz Radio Channel [Архівовано 18 квітня 1999 у Wayback Machine.]

- Японія:

1. Aquarian Wave [Архівовано 24 червня 2021 у Wayback Machine.]

- Коста Рика

1. promoteTHEmusic [Архівовано 23 червня 2021 у Wayback Machine.]

- Австрія:

1. JazzNet247 Radio Europe on STREETJAZZ
2. AGORA 105.5 [Архівовано 21 січня 2019 у Wayback Machine.]
3. ORF Landesstudio Steiermark [Архівовано 13 квітня 2012 у Wayback Machine.]
4. ORF Landesstudio Burgenland [Архівовано 25 грудня 2008 у Wayback Machine.]
5. ORF Landesstudio Voralberg [Архівовано 26 травня 2012 у Wayback Machine.]
6. ORANGE 94.0 [Архівовано 1 травня 2012 у Wayback Machine.]
7. Radio Kurier Linz [Архівовано 9 травня 2012 у Wayback Machine.]

- Німеччина

1. RBB Rundfunk Berlin [Архівовано 5 травня 2012 у Wayback Machine.]
2. Antenne Saar[недоступне посилання з червня 2019]
3. Deutschlandfunk [Архівовано 3 травня 2012 у Wayback Machine.]
4. Bayerischer Rundfunk [Архівовано 23 квітня 2012 у Wayback Machine.]
5. Radio Sudwestrundfunk SWR2 [Архівовано 20 травня 2012 у Wayback Machine.]
6. Saarlander Rundfunk [Архівовано 19 квітня 2012 у Wayback Machine.]
7. Deutschlandradio [Архівовано 29 травня 2006 у Wayback Machine.]
8. JAZZ STUDIO [Архівовано 10 лютого 2012 у Wayback Machine.]
9. JazzRadio Berlin 101,9
10. WDR 3 PG Music/Jazz [Архівовано 10 лютого 2012 у Wayback Machine.]
11. Norddeutscher Rundfunk Hannover [Архівовано 10 травня 2012 у Wayback Machine.]
12. Norddeutscher Rundfunk Hamburg [Архівовано 10 травня 2012 у Wayback Machine.]
13. Radio Bremen [Архівовано 6 травня 2012 у Wayback Machine.]
14. Deutsche Welle — A-B-D /Bonn
15. SWR /Baden — Baden [Архівовано 13 травня 2021 у Wayback Machine.]
16. Sudwestrundfunk /Mainz [Архівовано 2 червня 2012 у Wayback Machine.]
17. Sudwestrundfunk /Stuttgart
18. Norddeutscher /Schwerin [Архівовано 10 травня 2012 у Wayback Machine.]
19. Norddeutscher /Kiel [Архівовано 10 травня 2012 у Wayback Machine.]

- Польща:

1. Polskie Radio 4 [Архівовано 26 квітня 2012 у WebCite]
2. Radio PiN [Архівовано 8 травня 2012 у Wayback Machine.]

- Шотландія:

1. Radio Six International [Архівовано 14 травня 2012 у Wayback Machine.]

- Таїланд:

1. Phuket Island Radio 91.5 (Thailand) [Архівовано 4 травня 2012 у Wayback Machine.]

- Канада:

1. JazzMatrix.com [Архівовано 9 травня 2012 у Wayback Machine.]

## Дискографія
Вийшло в світ 8 аудіоальбомів (два перших тут не представлені).

### 2000
20.04.2000 — CD: BMG-studio, Мюнхен
- Олег Левицький — саксофон/вокал;
- Андрій Мельник — бас;
- Андрій Вінцерський — барабани;
- Сергій Тафтай — гітара;
- Олександр Джуг — вокал;
- Ані Лорак — вокал;
- Мирослав Левицький — клавішні/композитор/продюсер.

### 2001

2001 — CD: single Vienna Woods 
Braty Bluzu/Брати Блюзу & Music Without Borders
Jive music (Vienna/Austria)
- Олег Левицький — саксофон/вокал;
- Rens Newland — гітара; (Голландія/Австрія)
- Олександр Мельник — віолончель;
- Кирило Стеценко — скрипка;
- Мирослав Левицький — клавішні/композитор/продюсер.

### 2003
2003 — 2xCDs:Vienna Woods

Брати Блюзу/Braty Bluzu & Music Without Borders Jive music (Vienna/Austria)
- Олег Левицький — саксофон/вокал;
- Rens Newland — гітара; (Голландія/Австрія)
- Володимир Сороченко — бас;
- Володимир Михальченко — барабани;
- Олександр Мельник — віолончель;
- Кирило Стеценко — скрипка;
- Андрій Вінцерський - барабани
- Андрій Мельник - бас
- Сергій Тафтай -гітара
- Мирослав Левицький — клавішні/композитор/продюсер.

### 2005

2005 — CD : Myroslav Levytsky «Session in Banff»
The Banff Centre For The Arts (Banff/Canada)

Pro-Helvetia (Switzerland)
- Sheila Jordan (USA) — voice;
- Brigitte Mortensen (Denmark) — voice;
- Erik Hegdal (Norway) — sax;
- Jeffrey Goldberg (USA) — piano;
- Claire Dolby (UK) — violine;
- Chris Jennings (Canada) — bass;
- Knut Voran (Norway) — drums;
- Myroslav Levytsky — piano/composer/producer.

### 2007
2007 — CD : One Autumn Concert (jazz & music club «Porgy & Bess») Jive Music (Vienna/Austria)
- Олег Левицький — саксофон/вокал;
- Кирило Стеценко — скрипка;
- Rens Newland — guitar (Netherlands/Austria)

### 2011
2011 — CD : The City That Never Sleeps Jive music (Vienna/Austria)
- Олег Левицький — саксофон;
- Андрій Вінцерський — барабани;
- Віталій Савенко — бас;
- Захар Валага — скрипка;
- гурт «Древо» — вокал;
- Rens Newland — гітара; (Netherlands/Austria)
- Мирослав Левицький — клавішні/композитор/продюсер.

- 2015

CD "Elegant Dualism"

Презентація в Україні (Києві) останнього (2011) CD гурту Брати Блюзу: «The City That Never Sleeps»

Myroslav Levytsky (Braty Bluzu) & Rens Newland
Jive music /AUSTRIA
- 2017

CD "IN PIANO"
Myroslav Levytsky (Braty Bluzu)
Advice music /ITALY
- 2022

single "My Heart Goes OutTo You Ukraine"
Myroslav Levytsky(Ukraine)/Chris St.John(USA)/Stephen Wrench(USA)/Cas Weinbren(USA)
See See Beats/USA
- 2023

CD "Keys to Peace"
Myroslav Levytsky (feat.Rens Newland)
Jive music (Vienna/Austria)
- 2023

single  "Delicious Excitement"
Myroslav Levytsky (Lonnie Park Mix)
Jive music (Vienna/Austria)
- 2023

single "Hypnotic Dance"
Myroslav Levytsky(feat.Rens Newland)
(The Ruiz Remix)
Jive music (Vienna/Austria)

## Нагороди
1992 — Конкурс-фестиваль «Зірки Прикарпаття» (Івано-Франківськ)
- Олег Левицький (саксофон): Гран-прі

1993 Фестиваль «Червона Рута» (Донецьк)
- Брати блюзу — Гран-прі

спеціальні відзнаки фестивалю :
- найкращий бас-гітарист — Андрій Мельник;
- найкращий виконавець на духових — Олег Левицький;;
- Мирослав Левицький — найкращий композитор і клавішник фестивалю
- «Аутентичне життя» — найкращий музичний твір.

1993 — Фестиваль «Нові Зірки Старого Року» (Київ)
- найкраща рок-група року - "Брати блюзу"
- найкраща група року незалежно від стилю — "Брати блюзу"
- найкращий музичний твір року — "Аутентичне життя"
- Мирослав Левицький — ввійшов в трійку найкращих музикантів року в Україні

1995 — Фестиваль "Пісенний вернісаж" (Київ)
- Спеціальний диплом фестивалю за поєднання музики і хореографії спільна постановка групи "Брати блюзу" і модерн-балету «Акверіас» на композицію "Автентичне життя"

2022 — Grammy/(Los-Angeles/USA)
- Мирослав Левицький/Myroslav Levytsky// single "My Heart Goes Out To You Ukraine" authors :- Myroslav Levytsky (Ukraine) / Chris St. John (USA) / Stephen Wrench (USA) / Cas Weinbrein (USA) have been on the list by the Recording Academy of America for consideration at Grammy65 in 2022. in the nomination "Best Song of the Year" (Los-Angeles/USA)

2023 - World Entertainment Awards/(Hollywood/USA)
- Мирослав Левицький/Myroslav Levytsky//"Keys to Peace" album was nominated as Best New-Age at the Hollywood "World Entertainment Awards"

2023 - Global Music Awards/(California/USA)
- Мирослав Левицький/Myroslav Levytsky

//the album "Keys to Peace" together with guitarist Rens Newland (Vienna/Austria) receives 2 Silver medals as the "Best New-Age" album and Myroslav Levytsky/Мирослав Левицький as the best composer from the "Global Music Awards"
May 18, 2024- The Akademia Music Awards/(Los-Angeles/USA)
Мирослав Левицький/Myroslav Levytsky was inducted into the Hall of Fame of The Akademia Music Awards